# Beatriz de Francia
Beatriz de Francia (ca. 938-después de 987 y, probablemente, poco antes del año 1000), fue una noble francesa, hija de Hugo el Grande, duque de Francia, y de Hedwige de Sajonia, y hermana de Hugo Capeto, que se convirtió en rey de Francia en 987. También fue sobrina, por parte de madre, del emperador Otto I y Bruno, arzobispo de Colonia y duque de Lorena.
Prometida en matrimonio en 951 a Federico I de Bar de la Casa de las Ardenas, se casó con él en 954 y le aportó como dote los ingresos lorenos de la Abadía de Saint-Denis, incluyendo la abadía de Saint-Mihiel. Estas tierras y otras adquisiciones de Federico le permitieron fundar el ducado de Bar. En 959, Federico se convirtió en vice-duque de la Alta Lotaringia, y posteriormente también recibió el título de duque de la Alta Lotaringia.
Viuda en 978, fue regente del ducado en nombre de su hijo  Teodorico I hasta 987. Se la menciona por última vez el 23 de septiembre de 989 en una necrológica de la abadía de Saint-Denis.
Tuvo con Federico los siguientes hijos:
- Henry, muerto entre 972 y 978;
- Adalberón II (958 - † 1005), obispo de Verdún y obispo de Metz;
- Teodorico (965 - † 1026), conde de Bar, duque de Lorena;[2]
- Ida, casada con Radbot de Altenburg, quien construyó el castillo de los Habsburgo. Ellos son los antepasados de la casa de Habsburgo.

## Fuente
- Beatrix von Franzien Herzogin von Ober-Lothringen
- Christian Settipani, La Préhistoire des Capétiens (Nouvelle histoire généalogique de l'auguste maison de France, vol. 1), éd. Patrick van Kerrebrouck, 1993 (ISBN 2-9501509-3-4)
- Leyser, Karl (1994).  Reuter, Timothy, ed. Communications and Power in Medieval Europe. The Hambledon Press.
- Wickham, Chris (2009). The Inheritance of Rome. Viking Penguin.